# 슈루즈베리 타운 FC
슈루즈베리 타운 FC(Shrewsbury Town F.C.)는 잉글랜드 슈롭셔주 슈루즈베리를 본거지로 하는 축구 클럽 팀이다.

## 선수 명단

### 현역
참고: FIFA 자격 규정에 따라 소속된 국가대표팀 국기를 표시합니다. 선수는 복수의 FIFA 비회원국 국적을 가지고 있을 수 있습니다.
| 번호 | 포지션 | 국적   | 이름      |
| ---- | ------ | ------ | --------- |
| 2    | DF     | 웨일스 | 루카 훌   |
| 12   | MF     |        | 펀소 오조 |

| 번호 | 포지션 | 국적 | 이름 |
| ---- | ------ | ---- | ---- |